# Anne Klein (бренд)
Anne Klein - будинок моди в Нью-Йорку заснований Анною Кляйн 1968 року.

## Основні дати компанії
- 1968 р. – Анна Кляйн створює дизайнерські фірми  Anne Klein and Co. и Anne Klein Studio.
- 1974 р. – після смерті Анни фірма була куплена компанією Takihyo.

- 1973 – 1984 рр. – дизайнером марки стає Донна Каран.
- 1973 – 1993 рр. – дизайнером марки стає Луї Дель Оліо.
- 1993 – 1994 рр. — дизайнером марки стає Річард Тейлер.
- 1995 – 1998 рр. – дизайнером марки стає Патрік Робінсон.
- 1998 – 2001 рр. — дизайнерамм марки стають Кен Кауфман та Ісаак Франко.
- 1999 р. – фірму продали Takihyo to Kasper ASL Ltd.
- 2001 р. – головним дизайнером стає Чарльз Нолан.[1]

## Нагороди та премії
- 1954 р. – «Мадемуазель Мері» (Mademoiselle Merit)
- 1955 р., 1969 р., 1971 р. – премія американських критиків моди Коті (Coty).
- 1959 р., 1969 р. – премія Neiman Marcus.
- 1964 р. – нагорода Lord and Taylor.
- 1965 р. – премія Національної бавовняної ради.[1]

## Виставки
- 1973 г. – виставка в Версалі.
- 1993 г. – виставка «Американська мода на світовому ринку» в музеї Метрополітен, Нью-Йорк.[1]